# 克塔線
克塔線 (こくとうせん、中文表記: 克塔铁路) は、中国新疆ウイグル自治区のカラマイ市にある奎阿線百口泉駅から、イリ・カザフ自治州タルバガタイ地区のトリ県・ドルビルジン県を経由し、チョチェク市を結ぶ全長291kmの鉄道路線。単線・非電化。
チョチェク市には、カザフスタンとの国境ゲートがあり、将来的にカザフスタンの鉄道に接続する三番目の路線とする構想がある。

## 歴史
- 2014年5月着工
- 2019年5月30日、完成。